# Friedrich von Toggenburg
Friedrich von Toggenburg (12. července 1866 Bolzano – 8. března 1956 Bolzano) byl rakousko-uherský, respektive předlitavský státní úředník a politik, v letech 1917–1918 ministr vnitra Předlitavska.

## Biografie
Pocházel ze staré švýcarské rodiny, byl synem Georga von Toggenburg (1810–1888), rakouského ministra obchodu a místodržitele v Benátkách. Gymnázium absolvoval v rodném Bolzanu, poté vystudoval práva. Po krátké službě v armádě nastoupil ke státním úřadům, začínal v roce 1890 u místodržitelství v Innsbrucku, později zastával funkce okresního hejtmana v několika městech v Tyrolsku. V roce 1909 odešel dočasně do výslužby a věnoval se správě rodového majetku. V letech 1913–1917 působil jako místodržitel v Tyrolsku. Za první světové války byla civilní správa Tyrol podřízena vojenskému velení generálplukovníka Viktora Dankla. Ve vládě Ernsta Seidlera se stal ministrem vnitra. Funkci zastával od 23. června 1917 do 11. června 1918. Po rozpadu monarchie zůstal aktivní v politice jižního Tyrolska a v letech 1921–1925 byl poslancem italského parlamentu.
Vzhledem ke starobylé historii rodu Toggenburgů a zásluhám otce získal v roce 1892 titul hraběte, téhož roku byl jmenován c. k. komořím. Při jmenování do funkce tyrolského místodržitele získal titul c. k. tajného rady (1913) a v roce 1916 obdržel za zásluhy Řád Františka Josefa.
Během svého krátkého působení v Praze se v roce 1897 v Telnici v severních Čechách oženil s hraběnkou Leopoldinou Ledebour-Wicheln (1878–1953). Leopoldina se později stala c. k. palácovou dámou a dámou Řádu hvězdového kříže. Mimo jiné byla neteří dlouholetého českého místodržitele knížete Františka Thun-Hohensteina a od tohoto příbuzenského vztahu si česká politická reprezentace slibovala Toggenburgův vstřícný přístup v době jeho působení ve funkci ministra vnitra. Z manželství se narodilo osm dětí.